# 文峰乡 (竹山县)
文峰乡，是中华人民共和国湖北省十堰市竹山县下辖的一个乡镇级行政单位。

## 行政区划
文峰乡下辖以下地区：
塘湾村、付家坪村、滚子岭村、东钦村、太河村、迎东村、长坪村、皇城村、轻土坪村和中沟村。